# Neivamyrmex cristatus
Neivamyrmex cristatus är en myrart som först beskrevs av Andre 1889.  Neivamyrmex cristatus ingår i släktet Neivamyrmex och familjen myror. Inga underarter finns listade i Catalogue of Life.